# Ribeaucourt, Somme
Ribeaucourt là một xã ở tỉnh Somme, vùng Hauts-de-France, Pháp.

## Địa lý
Thị trấn này tọa lạc 15 dặm Anh về phía đông của Abbeville, trên giao lộ đường D185 và đường D66.

## Dân số
| 1962                                                         | 1968 | 1975 | 1982 | 1990 | 1999 |
| ------------------------------------------------------------ | ---- | ---- | ---- | ---- | ---- |
| 206                                                          | 206  | 208  | 178  | 209  | 185  |
| Số liệu điều tra dân số từ năm 1962, dân số không tính trùng |      |      |      |      |      |